# Блукаюча нирка
Блука́юча ни́рка (рухома, опущена нирка) — захворювання, що полягає у надмірній рухомості нирки.
Настає внаслідок ослаблення підтримуючого апарата нирки після схуднення, травм, підіймання й носіння вантажів, ослаблення черевної стінки, падіння внутрішньочеревного тиску після пологів. Частіше буває у жінок. Іноді при блукаючій нирці спостерігаються болі в ділянці нирок, нудота, закреп або проноси.

## Лікування
Носіння спеціального бандажа, що перешкоджає зміщенню нирки, іноді — хірургічне втручання.